# Culex phangngae
Culex phangngae är en tvåvingeart som beskrevs av Sirivanakarn 1972. Culex phangngae ingår i släktet Culex och familjen stickmyggor.
Artens utbredningsområde är Thailand. Inga underarter finns listade i Catalogue of Life.